# Trieux (toponymie)
Pour les articles homonymes, voir Trieux.
 (septembre 2020).
Si vous disposez d'ouvrages ou d'articles de référence ou si vous connaissez des sites web de qualité traitant du thème abordé ici, merci de compléter l'article en donnant les références utiles à sa vérifiabilité et en les liant à la section « Notes et références ».

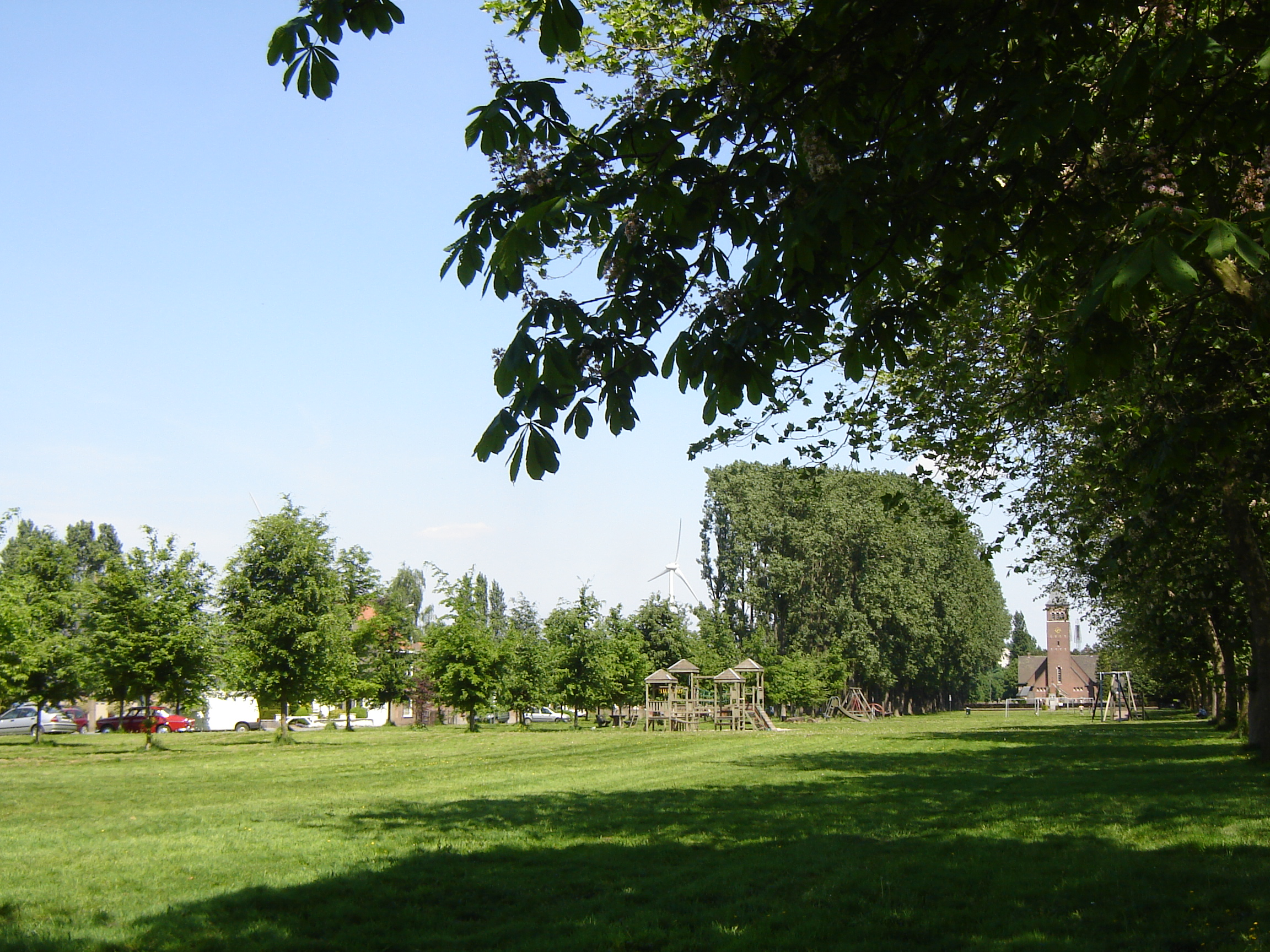
Trieux à Doornzele

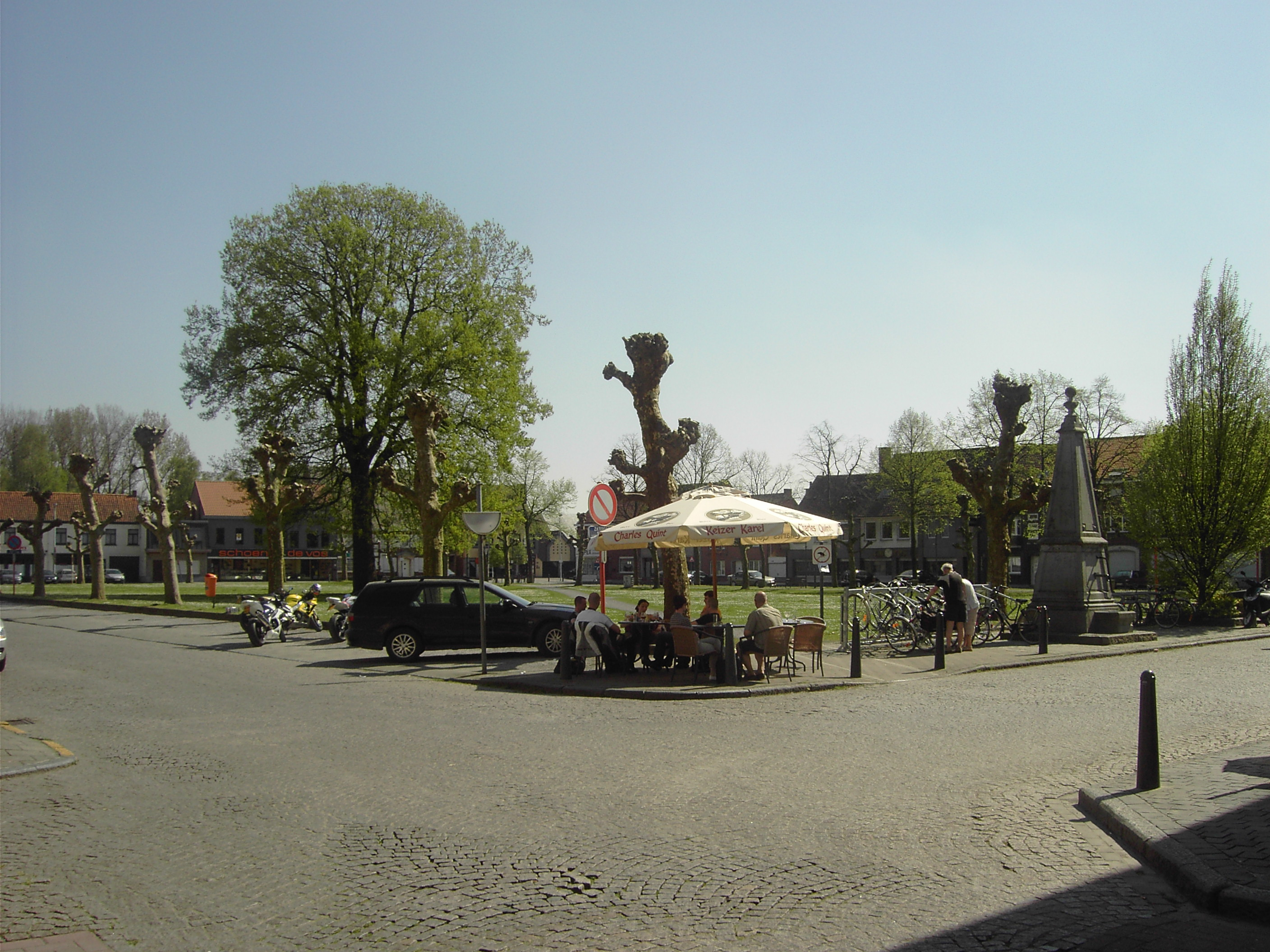
Trieux à Sinay

Un trieux, ainsi que les variantes tri, triche, trixhe ou try, est un mot wallon, issu du moyen néerlandais driesch « jachère, terre en jachère, friche ». Ce dernier est déjà mentionné dans un document du XIIIe siècle. Au cours du temps, le mot a évolué sémantiquement de façon à désigner spécifiquement la prairie commune qu'on retrouvait dans les villages du sud des anciens Pays-Bas. Elle était souvent située au centre du village et pouvait avoir plusieurs formes, telles qu'un rectangle allongé ou un triangle. Un étang où pouvait s'abreuver les animaux y était souvent présent. C'était aussi le lieu où se tenaient les foires, kermesses et autre fêtes.